# 모잠비크의 경제
모잠비크의 경제는 모잠비크 내전(1977년~1992년)이 끝난 이후 발전해 왔다. 1987년, 정부는 경제를 안정시키기 위해 고안된 일련의 거시 경제 개혁에 착수했다. 이러한 조치들은 1994년 다당제 선거 이후 공여국 원조 및 정치적 안정과 결합되어 국가의 성장률을 극적으로 향상시켰다. 인플레이션은 2000년~2002년에 두 자릿수로 돌아갔지만 1990년대 후반에는 한 자릿수로 떨어졌다. 부가가치세 도입과 관세개혁 등 재정개혁으로 정부의 세입징수 능력이 향상됐다. 이러한 이익에도 불구하고 모잠비크는 연간 예산의 상당 부분을 외국의 원조에 의존하고 있다. 생계형 농업은 계속해서 그 나라 노동력의 대부분을 고용하고 있다. 현재까지 국내 최대 규모의 외국인 투자 프로젝트인 모잘 알루미늄 제련소 개설로 수출 실적이 증가했음에도 불구하고 상당한 무역 불균형이 지속되고 있다. 티타늄 추출 및 가공과 의류 제조에 대한 추가 투자 프로젝트는 수입/수출 격차를 더욱 좁힐 수 있어야 한다. 모잠비크는 한때 국제 통화 기금(IMF)의 과다채무빈곤국(HIPC)와 HIPC 강화 계획에 따라 용서와 재조정으로 상당한 외채가 줄었고, 지금은 감당할 수 있는 수준에 이르렀다.

## 부문
제조업과 농업부터 관광금융에 이르는 모든 경제부문은 1975년 포르투갈로부터 독립한 후 급격히 감소했지만, 모잠비크 내전이 끝난 후 2000년대에 성장했지만, 여전히 잠재력에는 한참 못 미치는 성과를 내고 있다.

### 가스 및 석유 매장량
최근 동아프리카, 특히 모잠비크와 탄자니아에서 석유와 가스가 발견되면서 모잠비크가 세계 석유 및 가스 산업의 새로운 주체로 부상했다.
그 발견으로 그 지역에 연간 수십억 달러의 투자가 추진되었다. BMI의 추정에 따르면 최근 몇 년간의 발견은 세계 어느 지역보다 많고, 향후 몇 년 동안 이 발견은 계속될 것으로 예상된다.

### 농림어업
모잠비크에서 농업은 경제의 버팀목이며 모잠비크는 성장 가능성이 크다. 농업은 노동력의 80% 이상을 고용하고 2,300만 명 이상의 주민 대다수에 생계를 제공한다. 농업은 2009년 GDP의 31.5%를 기여했으며 상업과 서비스는 44.9%를 차지했다. 반면 2009년 전체 수출가치의 20%는 주로 어류(주로 새우), 목재, 코프라, 캐슈넛과 감귤류, 면화, 코코넛, 차, 담배 수출을 통해 창출됐다.
농업 잠재력이 높으며, 특히 농업 흑자의 대부분을 차지하는 비옥한 북부 지역에서 그러하다. 주요 현금 작물은 설탕, 코프라, 캐슈넛, 차, 담배이다. 2000년대 들어 설탕 총생산량이 160% 증가할 것으로 예상돼 독립 이후 처음으로 주요 순수출국이 됐다. 모든 농장과 정제소가 민영화되었다. 수산물, 특히 새우는 모잠비크의 단일 수출품 중 가장 큰 규모이다. 충분히 이용되지 않는 해양자원이 풍부하다. 모잠비크 내전 이후 내부 실향민의 귀환과 점진적인 농촌시장 복원으로 모잠비크는 농업생산을 획기적으로 늘릴 수 있게 되었다.

### 식품 보안, 취약성 및 위험 관리
모잠비크의 다양한 토양과 기후 조건은 위도, 고도, 지형, 해안과의 근접성의 영향을 받아 광범위한 생산 기회를 제공한다. 잦은 가뭄과 홍수에도 불구하고 농업 잠재력은 높다. 수자원은 비교적 풍부하고 국토는 여러 해 동안 흐르는 강에 의해 횡단되고 상당한 광물 매장량을 누리고 있다. 그럼에도 불구하고 모잠비크는 빚이 많고 가난에 찌든 나라이다.
모잠비크의 순수 식품 수입국. 총 연간 곡물 수입 요구량은 평균 0.89만 톤(옥수수 0.14만 개, 쌀 0.39개, 밀 0.36개)이다. 모잠비크는 또한 상당한 양의 육류와 축산물을 수입해야 한다.

### 제조업
1960년대와 1970년대 초에 매우 잘 발전했지만, 산업화는 독립 후 대부분의 포르투갈인들이 철수하면서 급속도로 쇠퇴했다. 1995년 이후 생산량이 급격히 증가했으며 2001년 중반에 승인된 모잘 알루미늄 제련소의 증설(비용 8억 6천만 달러)로 인해 2001년에 33% 성장할 것으로 예상되었다. 국내 최대 규모의 외국인 투자인 모잘은 고용에 미치는 영향은 적지만 발생세를 통해 국제수지에 상당한 기여를 하고 있다. 2001년 1/4분기에 창출된 수출액은 85.3달러였으며, 이는 모잠비크의 수출 172% 증가의 주요 요인이었다. 제련소가 완공되면 알루미늄이 수출의 최대 70%를 차지하게 된다. 건설자재, 농업가공, 음료, 소비재 등이 주요 부문이었다.

### 관광업
이 부문은 포르투갈로부터 독립한 후 급격히 감소했지만, 여전히 잠재력보다 훨씬 낮은 실적을 내고 있지만, 개발되었다. 국가 전략은 고부가가치, 저량 관광을 촉진하는 것이다. 남아프리카 공화국의 크루거 국립공원, 짐바브웨의 고나레조우 국립공원과 연계한 "평화 공원" 계획의 첫 구간은 관광 발전을 위한 프로젝트였다.

### 금융
포르투갈이 지배하던 은행 시스템은 1975년 독립 후 붕괴되었다. 모잠비크는 1980년대 중앙정부의 경제 통제라는 초기 입장에서 최근 몇 년 동안 빠른 개혁을 시작하여 시장 기반 경제 정책의 시행을 가속화하고 재정 및 통화 규율 정책을 약속했다. 1995년 정부는 중기적 경제성장을 도입해 지속적으로 추진해 온 전략이다. 1990년대 후반부터 국내 은행과 국제 은행 모두 급속한 경제 성장과 금융 시스템의 발전을 위한 환경을 구축했다. 2012년 12월 11일, 모잠비크 정부는 포르투갈 국립부재은행(BNI)의 지분을 인수하여 100%를 소유하여 모잠비크 개발은행으로 전환하고 아드리아노 말리안 전 모잠비크 은행 총재를 CEO로 지명했다.

## 반등성장
전쟁 난민들의 재 정착과 성공적인 경제 개혁으로 자연 증가율이 높아졌는데, 1993년부터 1999년까지 평균 성장률은 6.7%였고, 1997년부터 1999년까지 연평균 10% 이상이었다. 2000년 초의 엄청난 홍수로 GDP 성장률이 2.1%로 둔화되었으며 2001년에는 완전히 회복된 것으로 추산된다. 향후 급속한 확장은 여러 주요 외국인 투자사업, 지속적인 경제개혁, 농업, 교통, 관광 분야 부흥에 달려 있지만 향후 5년간 연 7~10%의 경제 성장세를 지속하고 있다. 인구의 75% 이상이 소규모 농업에 종사하고 있으며, 여전히 부족한 인프라, 상업 네트워크 및 투자로 어려움을 겪고 있다. 그러나 모잠비크 경작지의 88%는 아직 경작되지 않은 상태이며, 이 부문의 경제 성장에 집중하는 것은 정부의 주요 과제이다.

## 광범위한 경제 개혁
경제 개혁은 광범위하게 이루어져 왔다. 1,200개 이상의 국영기업(대부분 소규모)이 민영화되었다. 통신, 전기, 수도, 공항, 항만, 철도 등 나머지 평행선을 위한 민영화 및 부문 자유화 준비가 진행 중이다. 정부는 낙하산 민영화 때 전략적 외국인 투자자를 자주 선정한다. 또한 관세가 인하되고, 관세 관리가 간소화 및 개혁되었다. 정부는 1999년 국내 수익 증대를 위한 노력의 일환으로 고도로 성공적인 부가가치세를 도입했다. 2001년~2002년 계획에는 상법 개혁, 사법개혁 종합, 금융권 강화, 지속적인 공무원 개혁, 정부 예산, 감사, 감찰 능력 향상, 주요 도시의 상수도 민간 관리 도입 등이 포함된다. 모잠비크의 자유화 과정은 세계은행이 주도한 것이었다. 1990년대 중반, 세계은행은 모잠비크가 캐슈 부문을 자유화하는 것을 필요로 했다. 모잠비크의 캐슈 산업에 대한 보호주의적 조치의 해제는 캐슈 농부의 소득을 증가시키고 모잠비크의 빈곤을 줄이기 위한 시도였다. 이 자유화 정책은 가장 논쟁이 많은 정책 중 하나였다.

## 무역 불균형 개선
최근 몇 년간 수입가치는 수출가치를 거의 2:1로 앞질렀는데 이는 전후의 4:1 비율에 비해 개선된 것이다. 2000년 수입액은 12억1700만 달러였고 수출액은 7억2300만 달러였다. 개발 파트너가 제공하는 지원 프로그램은 국제수지 부족을 크게 보상해 왔다. 수출 중기 전망은 고무적인데, 많은 외국인 투자 프로젝트가 상당한 수출 증가와 무역 수지 개선으로 이어져야 하기 때문이다. 2000년 중반부터 생산을 시작한 대형 알루미늄 제련소 모잘은 국내 교역량을 크게 늘렸다. 모잠비크의 전통 수출품은 캐슈, 새우, 생선, 코프라, 설탕, 면화, 차, 감귤류 등이다. 이 산업들 대부분이 재건되고 있다. 모잠비크는 현지 생산량이 꾸준히 늘면서 기초식품과 공산품의 수입 의존도가 낮아지고 있다.

## 같이 보기
- 남아프리카 공화국의 경제
- 유엔 아프리카 경제 위원회